# Quo vadis, baby? (film)
Quo vadis, baby? è un film del 2005 diretto da Gabriele Salvatores. 
Dodicesimo lungometraggio del regista, è tratto dall'omonimo romanzo di Grazia Verasani.

## Trama
Giorgia Cantini, trentanove anni, investigatrice privata a Bologna, single, con tendenza a indulgere all'alcol, indaga questa volta sul suo passato, grazie a un pacco pieno di videocassette che le ha fatto pervenire Aldo, amico e confidente di sua sorella maggiore Ada. Sono passati sedici anni da quando Ada, andata a Roma per fare l'attrice, si è suicidata impiccandosi, e quei video fanno riaffiorare sensazioni, sentimenti e dubbi che sembravano scomparsi col passare del tempo.

## Riconoscimenti
- Premio Gianni Di Venanzo 2005: miglior fotografia italiana